# Festival de Cine del Valle de Guadalupe
El Festival de Cine del Valle de Guadalupe, también conocido como Valle de Guadalupe Film Festival, es un festival cinematográfico mexicano e indígena en el Valle de Guadalupe (Baja California) especializado en el cine de autor con la misión de difundir el trabajo de cineastas emergentes y consolidados a nivel nacional e internacional.

## Historia
El festival fue creado en 2023 por Dylan Riis Verrechia en su misión de celebrar el cine de autor y la herencia cultural Kumiai. Su objetivo es de ser un espacio de encuentro e intercambio de la producción de cine de autor a nivel global, celebrando la visión del artista y a fin por las comunidades locales.

## Actividades
El festival consiste en realizar proyecciones presenciales de estrenos o retrospectivas, acompañadas mesas de diálogo con personas expertas del ámbito cinematográfico, exhibiciones, clases magistrales, entre otras durante el solsticio de verano. La programación del festival se determina por convocatoria con categorías en ficción, animación y documental.
Además de la selección oficial, se realizan muestras con temáticas específicas como pueblos originarios e indígenas, cine para infancias, conservación ambiental, mujeres mexicanas en el cine, cine de comedia, cine LGBTQ+, cine de gastronomía, de vino, cine experimental, horror, ciencia ficción, etc, en el transcurso del año.

## Secciones en competencia y premios

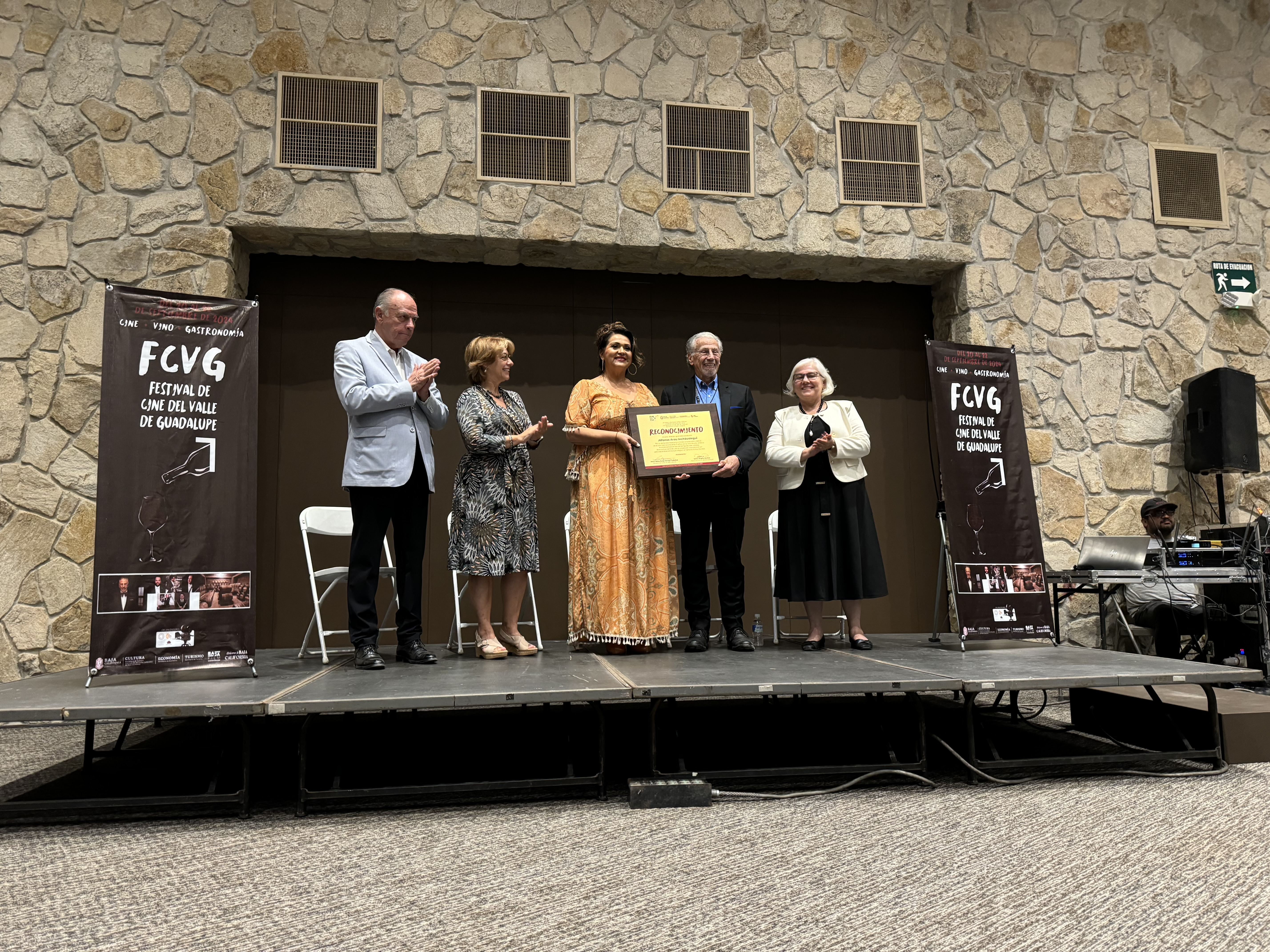
@2024 FCVG Homenaje a Alfonso Arau

Las secciones en competencia que conforman la selección oficial son:
- Largometraje de Ficción
- Largometraje de Documental
- Largometraje de Animación
- Cortometraje de Ficción
- Cortometraje de Documental
- Cortometraje de Animación

Los premios oficiales que se otorgan durante el festival son:
- Kurrak Gran Premio del Jurado a Mejor Largometraje de Ficción
- Kurrak Gran Premio del Jurado a Mejor Largometraje de Documental
- Kurrak Gran Premio del Jurado a Mejor Largometraje de Animación
- Kurrak Gran Premio del Jurado a Mejor Cortometraje de Ficción
- Kurrak Gran Premio del Jurado a Mejor Cortometraje de Documental
- Kurrak Gran Premio del Jurado a Mejor Cortometraje de Animación
- Kurrak Premio del Público a Mejor Largometraje de Ficción
- Kurrak Premio del Público a Mejor Largometraje de Documental
- Kurrak Premio del Público a Mejor Largometraje de Animación
- Kurrak Premio del Público a Mejor Cortometraje de Ficción
- Kurrak Premio del Público a Mejor Cortometraje de Documental
- Kurrak Premio del Público a Mejor Cortometraje de Animación
- Kurrak Premio Especial de Jurado a Mejor Largometraje de Ficción
- Kurrak Premio Especial de Jurado a Mejor Largometraje de Documental
- Kurrak Premio Especial de Jurado a Mejor Largometraje de Animación
- Kurrak Premio Especial de Jurado a Mejor Cortometraje de Ficción
- Kurrak Premio Especial de Jurado a Mejor Cortometraje de Documental
- Kurrak Premio Especial de Jurado a Mejor Cortometraje de Animación
- Kurrak Rama de Oro a Mejor Dirección de Ficción
- Kurrak Rama de Oro a Mejor Dirección de Documental
- Kurrak Rama de Oro a Mejor Guion
- Kurrak Rama de Oro a Mejor Actriz
- Kurrak Rama de Oro a Mejor Actor
- Kurrak Rama de Oro a Mejor Talento Joven
- Kurrak Rama de Oro a Mejor Cinematografía de Ficción
- Kurrak Rama de Oro a Mejor Cinematografía de Documental
- Kurrak Rama de Oro a Mejor Edición de Ficción
- Kurrak Rama de Oro a Mejor Edición de Documental
- Kurrak Rama de Oro a Mejor Música Original
- Kurrak Rama de Oro a Mejor Diseño y Mezcla de Sonido
- Kurrak Rama de Oro a Mejor Diseño de Producción

## Ganadores del premio Kurrak

### Gran Premio del Jurado a Mejor Largometraje de Ficción
|      | Edición | Película | Dirección          | País   |
| ---- | ------- | -------- | ------------------ | ------ |
| 2024 | 1°      | Seda     | Barbara Balsategui | México |

### Gran Premio del Jurado a Mejor Largometraje de Documental
|      | Edición | Película       | Dirección     | País   |
| ---- | ------- | -------------- | ------------- | ------ |
| 2024 | 1°      | 499 (película) | Rodrigo Reyes | México |

### Gran Premio del Jurado a Mejor Cortometraje de Ficción
|      | Edición | Película        | Dirección    | País   |
| ---- | ------- | --------------- | ------------ | ------ |
| 2024 | 1°      | A Seed of Maize | Topaz Adizes | Zambia |

### Gran Premio del Jurado a Mejor Cortometraje de Documental
|      | Edición | Película | Dirección                        | País   |
| ---- | ------- | -------- | -------------------------------- | ------ |
| 2024 | 1°      | Toñita's | Beyza Boyacioglu, Sebastián Díaz | México |

### Premio del Público a Mejor Largometraje de Ficción
|      | Edición | Película     | Dirección       | País   |
| ---- | ------- | ------------ | --------------- | ------ |
| 2024 | 1°      | La Pura Vida | Dylan Verrechia | México |

### Premio del Público a Mejor Largometraje de Documental
|      | Edición | Película        | Dirección   | País   |
| ---- | ------- | --------------- | ----------- | ------ |
| 2024 | 1°      | La Santa Muerte | Eva Aridjis | México |

### Premio del Público a Mejor Cortometraje de Ficción
|      | Edición | Película | Dirección         | País   |
| ---- | ------- | -------- | ----------------- | ------ |
| 2024 | 1°      | Zerch    | J. Xavier Velasco | México |

### Premio del Público a Mejor Cortometraje de Documental
|      | Edición | Película        | Dirección            | País    |
| ---- | ------- | --------------- | -------------------- | ------- |
| 2024 | 1°      | Short Vacations | Jean-Baptiste Drouet | Francía |

### Premio Especial del Jurado a Mejor Largometraje de Ficción
|      | Edición | Película             | Dirección      | País   |
| ---- | ------- | -------------------- | -------------- | ------ |
| 2024 | 1°      | Blessing in Disguise | Kostas Mazanis | Grecia |

### Premio Especial del Jurado a Mejor Largometraje de Documental
|      | Edición | Película  | Dirección                      | País   |
| ---- | ------- | --------- | ------------------------------ | ------ |
| 2024 | 1°      | Ya me voy | Lindsey Cordero, Armando Croda | México |

### Premio Especial del Jurado a Mejor Cortometraje de Ficción
|      | Edición | Película        | Dirección     | País    |
| ---- | ------- | --------------- | ------------- | ------- |
| 2024 | 1°      | You Can Cry Now | Marek Stolosa | Polonia |

### Premio Especial del Jurado a Mejor Cortometraje de Documental
|      | Edición | Película      | Dirección        | País   |
| ---- | ------- | ------------- | ---------------- | ------ |
| 2024 | 1°      | Kumeyaay Land | Ángel Díaz Ojeda | México |

### Premio Especial del Jurado a Mejor Largometraje de Baja California
|      | Edición | Película  | Dirección               | País   |
| ---- | ------- | --------- | ----------------------- | ------ |
| 2024 | 1°      | Surgencia | José Alejandro Montaivo | México |

### Premio Especial del Jurado a Mejor Cineasta Joven
|      | Edición | Película            | Dirección                 | País   |
| ---- | ------- | ------------------- | ------------------------- | ------ |
| 2024 | 1°      | La pelota es el sol | Yamurith Gallegos Macario | México |

### Rama de Oro a Mejor Dirección de Ficción
|      | Edición | Película        | Dirección    | País   |
| ---- | ------- | --------------- | ------------ | ------ |
| 2024 | 1°      | A Seed of Maize | Topaz Adizes | Zambia |

### Rama de Oro a Mejor Dirección de Documental
|      | Edición | Película | Dirección   | País   |
| ---- | ------- | -------- | ----------- | ------ |
| 2024 | 1°      | Anayeli  | Misael Alva | México |

### Rama de Oro a Mejor Actriz
|      | Edición | Película     | Actriz     | País   |
| ---- | ------- | ------------ | ---------- | ------ |
| 2024 | 1°      | La Pura Vida | Naomy Romo | México |

### Rama de Oro a Mejor Actor
|      | Edición | Película        | Actor          | País   |
| ---- | ------- | --------------- | -------------- | ------ |
| 2024 | 1°      | A Seed of Maize | Emmanuel Kunda | Zambia |

### Rama de Oro a Mejor Cinematografía de Ficción
|      | Edición | Película             | Cinematografía    | País    |
| ---- | ------- | -------------------- | ----------------- | ------- |
| 2024 | 1°      | Fishing Without Nets | Alex Disenhof ASC | Somalia |

### Rama de Oro a Mejor Cinematografía de Documental
|      | Edición | Película       | Cinematografía      | País   |
| ---- | ------- | -------------- | ------------------- | ------ |
| 2024 | 1°      | 499 (película) | Alejandro Mejía AMC | México |

### Rama de Oro a Mejor Edición de Ficción
|      | Edición | Película        | Edición      | País    |
| ---- | ------- | --------------- | ------------ | ------- |
| 2024 | 1°      | You Can Cry Now | Piotr Paruch | Polonia |

### Rama de Oro a Mejor Edición de Documental
|      | Edición | Película  | Edición       | País   |
| ---- | ------- | --------- | ------------- | ------ |
| 2024 | 1°      | Ya me voy | Armando Croda | México |

### Rama de Oro a Mejor Música Original
|      | Edición | Película     | Compositor     | País   |
| ---- | ------- | ------------ | -------------- | ------ |
| 2024 | 1°      | La Pura Vida | Karl Pettersen | México |

### Rama de Oro a Mejor Diseño y Mezcla de Sonido
|      | Edición | Película  | Mezcla de Sonido   | País   |
| ---- | ------- | --------- | ------------------ | ------ |
| 2024 | 1°      | Ya me voy | Omar Juárez Espino | México |

### Rama de Oro a Mejor Diseño de Producción
|      | Edición | Película             | Diseño de Producción | País    |
| ---- | ------- | -------------------- | -------------------- | ------- |
| 2024 | 1°      | Fishing Without Nets | Naia Barrenechea     | Somalia |